# Météorite de Bendégo (rapport)
Météorite de Bendégo — rapport présenté au Ministère de l’Agriculture, du Commerce et des travaux publics et à la Société de Géographie de Rio de Janeiro sur le déplacement et le transport du météorite de Bendégo de l’interieur de la province de Bahia au Musée national est un livre écrit par José Carlos de Carvalho, et publié en 1888, en portugais et en français. Il décrit le transport de la météorite de Bendegó de Bahia au Musée national, à la demande de l'empereur Dom Pedro II.
Selon WorldCat, l'université de São Paulo est en possession d'une copie de l'ouvrage bilingue. D'autres institutions qui possèdent aussi une copie sont la bibliothèque du musée Field (États-Unis), l'université de Wisconsin - Milwaukee (États-Unis), Carleton College Library (États-Unis), les bibliothèques de l'université de Stanford (États-Unis) et le musée d'histoire naturelle de Londres (Royaume-Uni).
Carvalho, un ancien officier militaire de la Guerre du Paraguay, a été chargé du transport de la météorite. Il a dirigé la commission de Bendégo qui comprenait également MM. les ingénieurs civils Vicente José de Carvalho fils et Humberto Saraiva Antunes. Celle-ci était d'abord chargé de définir la façon de mener la météorite jusqu'à la gare ferroviaire de Jacuricy. Le rapport décrit également le charriot conçu par Carvalho pour le transport.
Dans l'arrière-pays, la Commission a parcouru 113 km en 126 jours jusqu'à la gare. De là, elle s'est embarqué pour Salvador, sur une distance de 363 kilomètres, et est arrivée dans la capitale Bahia le 22 mai 1888. La météorite est particulièrement massive : 5 360 kg. Puis il est parti pour Rio de Janeiro,.
Le rapport de Carvalho, illustrée d'images de la météorite et du transport, a été conservé à la bibliothèque centrale du Musée national, apportant ainsi la dédicace de l’auteur au Musée national. Il est noté sur la couverture les armoiries impériales.
Le rapport commence par le paragraphe suivant :
« Em 1784, Joaquim do Motto Botelho communicou ao Governador Geral da Bahia, D. Rodrigo José de Menezes, ter encontrado nas proximidades do riacho Bendegó, sobre uma eminencia, uma pedra extraordinária, que suppunha conter ouro e prata. »
« En 1784, Joaquim da Motta Botelho annonça au gouverneur général de Bahia, dom Rodrigo José de Menezes, avoir trouvé dans le voisinage du ruisseau Bendégo, sur une hauteur, une pierre extraordinaire, qu’il supposait contenir de l’or et de l’argent. »

## Parcours du météorite
Le rapport fournit les coordonnées géographiques de quelques endroits du trajet du météorite de Bendégo :
| LOCALITÉS                                                                                           | LATITUDE SUD | LONGITUDE À L’EST DE RIO DE JANEIRO | VARIATION DE L’AIGUILLE |
| BENDÉGO                                                                                             |              |                                     |                         |
| Endroit où a été trouvé le météorite en 1784                                                        | 10°7’29’’,7  | 4°0’1’’,2                           | 11°30’ NW               |
| MONTE SANTO                                                                                         |              |                                     |                         |
| Bourg du sertão de la province de Bahia, situé sur la pente orientale de la Serra du Monte Santo    | 10°26’30’’,8 | 3°35’30’’                           | 11°15’ NW               |
| ALAGOINHAS                                                                                          |              |                                     |                         |
| Ville de la province de Bahia où commence le prolongement du chemin de fer de Bahia au S. Francisco | 12°7’43’’    | 3°49’50’’,83                        | 11°57’ NW               |
| PORT DE BAHIA                                                                                       |              |                                     |                         |
| Phare de Santo Antonio                                                                              | 13°6’37’’,38 | 4°38’15’’,60                        | 9°15’ NW                |

| Lieu du météorite en 1887 Monte Santo Alagoinhas Bahia |

## Galerie d'illustrations du rapport

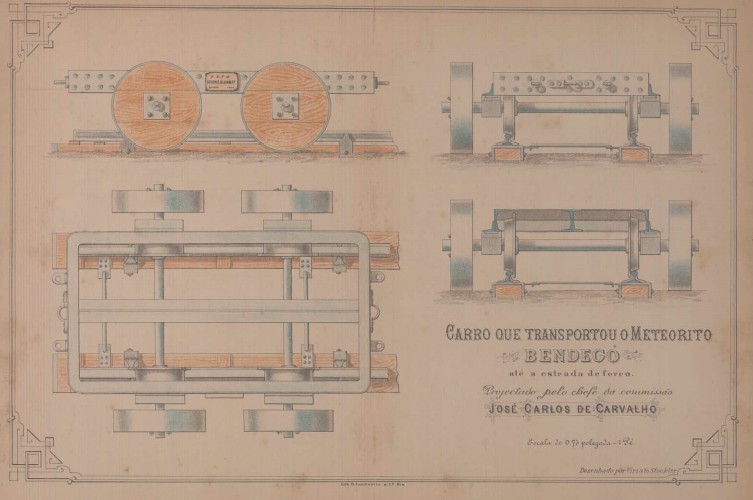
Chariot conçu pour le transport de la météorite
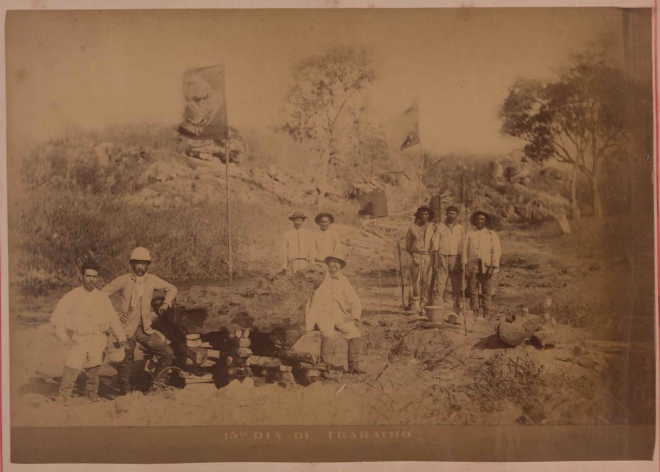
Photographie du transport de la météorite

Pour un article plus général, voir Météorite de Bendegó.